# Supakorn Kitsuwon
Supakorn Kitsuwon (thaï : ศุภกรณ์ กิจสุวรรณ), né le 28 décembre 1972 dans la province d'Uthai Thani, est un acteur thaïlandais.

## Filmographie[2]

### Longs métrages
- 1997 :  Dang Bireley's and Young Gangsters
- 1998 : Crime Kings (เสือโจรพันธุ์เสือ)
- 2000 : Les Larmes du tigre noir[3]
- 2001 : La Légende de Suriyothai
- 2001 : Monrak Transistor[4]
- 2002 : Goodman Town
- 2004 : The Meteor (อุกกาบาต)
- 2004 : SARS Wars[5]
- 2008 : Art of the devil 3 (ลองของ 2)
- 2008 : John Rambo
- 2008 : Pirates de Langkasuka
- 2008 : Ong-bak 2 : La Naissance du dragon
- 2013 : Young Bao The Movie (ยังบาว)
- 2018 : The 400 Bravers
- 2019 : Sisters (กระสือสยาม)
- 2019 : Khun Phaen Begins (ขุนแผน ฟ้าฟื้น)

### Séries télévisées
2022 : Le Sauvetage de l'impossible (Thai cave rescue)